# Nergena (Gelderland)
Nergena en Klein Nergena' zijn de namen van boerderijen gelegen in de Nederlandse gemeente Ede. Ze liggen ten westen van Bennekom en iets ten zuidoosten van De Kraats. Ze zijn genoemd naar het landgoed Nergena. Daarop bevond zich ook een, in 1830 gesloopt, herenhuis. De naam leeft nog voort in een kantoorpand langs de Dr. W. Dreeslaan, oorspronkelijk gebruikt door het Instituut voor rassenonderzoek, gelieerd aan de Landbouwuniversiteit.